# Бебрина
Бебрина (хорв. Bebrina) — село, центр одноимённой общины в Хорватии, входит в состав Бродско-Посавинской жупании.

## География
Бебрина находится в долине реки Сава в 20 км к юго-западу от города Славонски-Брод, с которым соединена автотрассой. Площадь общины составляет 100,99 км2.

## Состав общины
Кроме села Бебрина, в состав входят следующие населённые пункты:
- Бановци
- Дубочац
- Збег
- Канижа
- Ступницки-Кути
- Шумече

## Население
По данным переписи 2011 года, население общины составило 3252 человека, из них 494 проживали в центре общины.
Коренных жителей села Бебрина называют бебринцы.
Население общины по годам:
| 1857 | 1869 | 1880 | 1890 | 1900 | 1910 | 1921 | 1931 | 1948 | 1953 | 1961 | 1971 | 1981 | 1991 | 2001 | 2011 |
| ---- | ---- | ---- | ---- | ---- | ---- | ---- | ---- | ---- | ---- | ---- | ---- | ---- | ---- | ---- | ---- |
| 4246 | 4239 | 3662 | 3966 | 3918 | 4845 | 4573 | 4857 | 4952 | 4845 | 5432 | 3998 | 3469 | 3664 | 3541 | 3252 |

Население села по годам:
| 1857 | 1869 | 1880 | 1890 | 1900 | 1910 | 1921 | 1931 | 1948 | 1953 | 1961 | 1971 | 1981 | 1991 | 2001 | 2011 |
| ---- | ---- | ---- | ---- | ---- | ---- | ---- | ---- | ---- | ---- | ---- | ---- | ---- | ---- | ---- | ---- |
| 967  | 824  | 700  | 769  | 740  | 966  | 911  | 952  | 931  | 893  | 836  | 684  | 577  | 536  | 521  | 494  |